# Chlorocytus rhodobaeni
Chlorocytus rhodobaeni är en stekelart som först beskrevs av William Harris Ashmead 1896.  Chlorocytus rhodobaeni ingår i släktet Chlorocytus och familjen puppglanssteklar. Inga underarter finns listade i Catalogue of Life.